# Nageia laeta
Nageia laeta är en barrträdart som först beskrevs av Hooibr. och Stephan Ladislaus Endlicher, och fick sitt nu gällande namn av Carl Ernst Otto Kuntze. Nageia laeta ingår i släktet Nageia och familjen Podocarpaceae. Inga underarter finns listade i Catalogue of Life.